# Vratislav Eusebius z Pernštejna
Vratislav Eusebius z Pernštejna (1594 – 26. července 1631) byl císařský plukovník jezdectva, český šlechtic z rodu pánů z Pernštejna a jejich poslední mužský potomek.
Když byly Vratislavovi tři roky, padl v bitvě v Uhrách jeho otec Jan V. z Pernštejna. Poručnictví se ujala jeho teta Polyxena z Pernštejna. V mládí Vratislav absolvoval vojenský výcvik. Z výnosu jeho litomyšlského panství mu teta Polyxena vyplácela od roku 1617 pravidelnou apanáž. Od roku 1623 velel jízdní kompanii. V tomtéž roce od něj Polyxena za 30 000 zlatých koupila palác na Pražském hradě.
Vratislav se ani v dospělosti nestaral o své majetky a nechal se zastupovat tetou Polyxenou. Ta v rámci pobělohorských konfiskací levně skupovala pro sebe i svoji rodinu zabavené majetky. Roku 1629 získal Vratislav Eusebius panství Litomyšl do dědičné držby. V roce 1630 koupil honosný palác na Malostranském náměstí v Praze a zařadil se do skupiny nejbohatších aristokratů v zemi.
Ze svého majetku se však dlouho netěšil. Dne 26. července 1631 byl jako plukovník jezdectva těžce zraněn při potyčce císařských vojsk s jednotkou švédské armády v Braniborsku. Ještě před smrtí odkázal své jmění mladší sestře Frebonii Eusebii.
Zprávu o jeho skonu a pohřbu si zapsal ve svém deníku Adam ml. z Valdštejna: "A novina přišla, že jest ten dobrý pán nejvyšší z Pernštejna, poslední rodu svýho, od nepřítele a lidu krále švédskýho zabit a že se tak hrdinsky choval a že na druhý kůň přišel [...] a potom byl vejjezd proti mrtvýmu tělu pana z Pernštejna, provázelo se [ke] kapucínům, byl tam nešpor."[zdroj?]
Smrtí Vratislava Eusebia, pohřbeného u kapucínů na Hradčanech, vymřel rod Pernštejnů po meči.